# Brenda Fassie
Brenda Nokuzola Fassie (Langa, Cidade do Cabo, 3 de novembro de 1964 — 9 de maio de 2004), foi uma cantora pop Sul Africana considerada uma voz para os negros marginalizados durante o apartheid. Ela era carinhosamente conhecida como a Rainha do Pop Africano e seu apelido entre os fãs foi Mabrr.

## Biografia
Brenda nasceu em Langa, Cidade do Cabo, como a mais nova de nove filhos. Foi nomeada em homenagem a Brenda Lee, uma cantora country americana. Seu pai morreu quando ela tinha 2 anos, e com a ajuda de sua mãe, uma pianista, começou a ganhar dinheiro cantando para os turistas.
Em 1981, na idade de 16 anos, saiu da Cidade do Cabo para Soweto, Joanesburgo, para tentar a sorte como cantora. Brenda primeiro juntou ao grupo Joy e mais tarde se tornou o vocalista do grupo pop Brenda e os  Big. Ela teve um filho, Bongani, em 1985, com o colega músico Big Dudes. Brenda casou-se com ex-presidiário Nhlanhla Mbambo em 1989, mas mais tarde, em 1991, se divorciaram. Foi nessa época que ela se tornou viciada em cocaína e sua carreira sofreu.
Com visitas frequentes aos municípios mais pobres de Joanesburgo, bem como canções sobre a vida nas cidades, ela gozava de enorme popularidade. Conhecida pelas suas músicas "Weekend Special" e "Too Late for Mama", ela foi chamada pela revista Time, em 2001, de "A Madonna dos municípios".
Em 1995 ela foi encontrada em um hotel com o corpo de seu amante, Poppie Sihlahla, que tinha morrido de uma overdose aparente. Fassie foi submetida à reabilitação e começou sua a por sua carreira de volta nos trilhos. No entanto, ela ainda tinha problemas com drogas e voltou para clínicas de reabilitação cerca de 30 vezes em sua vida.
Desde 1996 ela lançou vários álbuns solo como "Now Is The Time", "Memeza" (1997, o álbum mais vendido na África do Sul em 1998) ou "Nomakanjani?". A maioria de seus álbuns se tornaram discos de platina na África do Sul.
Na manhã do dia 26 de abril de 2004, Brenda sofreu um colapso em sua casa em Buccleuch e foi internada no hospital Sunninghill, em Joanesburgo. À imprensa, foi dito que ela havia sofrido uma parada cardíaca, mas depois informou-se que ela entrou em coma causado por um ataque de asma. O relatório pós-mortem revelou que ela tinha tomado uma overdose de cocaína na noite de seu colapso, e esta foi a causa de seu coma. Ela parou de respirar e sofreu danos cerebrais por falta de oxigênio. Fassie foi visitada no hospital por Nelson Mandela, Winnie Mandela e Thabo Mbeki, e sua condição foi notícia de primeira página nos jornais do país.
Brenda morreu aos 39 anos, em 9 de maio de 2004, no hospital, sem retornar ao consciência depois das máquinas de suporte de vida serem desligadas. De acordo com o jornal Sunday Times e os gestores de sua empresa de música, o relatório pós-mortem mostrou também que ela era HIV-positivo. Seu empresário, Peter Snyman, negou este aspecto do relatório divulgado.
Ela foi eleita a 17ª no Top 100 dos Grandes artistas Sul-africanos.
Seu filho Bongani Fassie seguiu os passos de sua mãe. Ele executou a trilha sonora para o vencedor do Oscar de melhor filme estrangeiro de 2005, o filme com o titulo Tsotsi. Ele dedicou sua canção "I'm So Sorry" para sua mãe em memoria.

## Discografia
A maioria dos registros de Brenda Fassie foram emitidos pela EMI-owned CCP Records, que lançou um número estimado de 15 álbuns do artista.
- 1994: Brenda Fassie
- 1997: Memeza
- 2000: Thola Amadlozi
- 2001: Brenda The Greatest Hits
- 2004: Gimme Some Volume